# Makis Tsitas
Makis Tsitas (in greco Μάκις Τσίτας?; Giannitsa, 1971) è uno scrittore greco.

## Biografia
Lo scrittore si è laureato in giornalismo all'università di Salonicco e ha collaborato con diverse stazioni radio della stessa città. Dal 1994 risiede permanentemente ad Atene e lavora nell'editoria. Ha lavorato come Senior Editor per la rivista letteraria Periplous (1994-2005) ed è stato coeditore e direttore della rivista letteraria Index (2006-2011). Dal 2012 dirige Diastixo.gr , un sito web su libri e cultura. È anche membro del Consiglio di amministrazione della Hellenic Authors 'Society.
Le sue opere letterarie sono state incluse in antologie, pubblicate su riviste e giornali e tradotte in molte lingue. Alcune sue opere sono state messe in scena e dirette da Ersi Vasilikioti ("Theatro ton Keron"), Sophia Karagianni ("Vault Theater"), Taru Makela (Christine e Goran Schildt Foundation, Finlandia), Alexandru Mazgareanu ("Nottara Theater", Romania). I suoi testi sono stati musicati da Giorgos Stavrianos, Takis Soukas e Tatiana Zografou. Ha pubblicato tre libri per adulti e oltre venti libri per ragazzi.
Nel 2014 il suo romanzo di esordio Dio è il mio testimone (2013) ha ottenuto il Premio letterario dell'Unione europea ed è stato tradotto in molte lingue. Inoltre l'autore ha ottenuto riconoscimenti da parte dei comuni di Atene, Pella e Edessa, della "Biblioteca pubblica centrale" di Edessa e della Regione Macedonia Centrale.

## Opere

### Narrativa per adulti
- Il Di nuovo, Patakis, 2015, ISBN 978-960-16-6508-5
- Dio è il mio testimone, Kichli, 2013, ISBN 978-618-5004-10-1
- Patty di Petroula, Kastaniotis, 1996, ISBN 978-960-03-1487-8

### Narrativa per ragazzi
- Il cavaliere coraggioso e la regina sorridente, Kalendis, 2019, ISBN 978-960-594-057-7
- Mio nonno, Patakis, 2019, ISBN 978-960-16-8025-5
- Davanti alla televisione, Psichogios, 2019, ISBN 978-618-01-2596-2
- E mi tolgo il cappello, Kokkini, 2018, ISBN 978-618-5151-58-4
- Il regalo dicompleanno, Psichogios, 2018, ISBN 978-618-01-2285-5
- Una piccola celebrità, Psichogios, 2017, ISBN 978-618-01-1783-7
- Il mio papà, Patakis, 2017, ISBN 978-960-16-6885-7
- Mi chiamo Dora, Minoas, 2017, ISBN 978-618-02-0775-0
- Il mio fratello grande, Psichogios, 2015, ISBN 978-618-01-1219-1
- Scopri chi sono!, Patakis, 2014, ISBN 978-960-16-5890-2
- Kostas il vagabondo, Psichogios, 2014, ISBN 978-618-01-0443-1
- Con il cuore, Psichogios,2014, ISBN 978-618-01-0214-7
- Oh, questi genitori!, Psichogios, 2013, ISBN 978-960-496-814-5
- Non disturbare Babbo Natale, Psichogios, 2012, ISBN 978-960-496-874-9
- Portami anche con te!, Psichogios, 2012, ISBN 978-960-496-692-9
- Perché non conti le pecore?, Psichogios, 2011, ISBN 978-960-496-274-7
- Non andare, Psichogios, 2009, ISBN 978-960-453-505-7
- La cosa piccola e rossa, Kastor, 2006, ISBN 978-960-7906-67-0
- Amici, Psichogios, 2006, ISBN 978-960-453-103-5
- Non mi piace il latte!, Psichogios, 2005, ISBN 978-960-274-880-0
- Di chi è questa minestra?, Psichogios, 2005, ISBN 978-960-274-881-7
- Il Natale all'asilo nido, Patakis, 2005, ISBN 978-960-423-975-7
- Dora e Ulisse, Hellinikà grammata, 2004, ISBN 978-960-406-902-6

## Riconoscimenti
- Premio letterario dell'Unione europea (2014) [7]
- Evento onorario del Comune di Pella (2015)
- Evento onorario dalla città di Atene (2015)
- Evento onorario dal comune di Edessa (2016)
- Evento onorario dalla Regione della Macedonia centrale (2016)
- Evento onorario della Biblioteca pubblica centrale di Edessa (2016)